# Пропаргіловий спирт
Пропаргіловий спирт, або 2-пропін-1-ол, є органічною сполукою з формулою C3H4O. Це найпростіший стабільний спирт, що містить алкінову функціональну групу. Пропаргіловий спирт — безбарвна в’язка рідина, яка змішується з водою та більшістю полярних органічних розчинників.

## Отримання
Пропаргіловий спирт виробляють промисловим способом за допомогою Реакції Реппе (етинілювання). Надлишок ацетилену вступає в реакцію з формальдегідом в присутності каталізатора ацетиленіда купруму(I) при температурах від 95 до 150 °C і тиску від 2 до 3 бар з утворенням пропаргілового спирту.

## Використання
Пропаргіловий спирт використовується, як інгібітор корозії сталі (проти впливу кислот), як стабілізатор хлоралканів і як проміжний продукт в органічному синтезі.